# Raiamas guttatus
Raiamas guttatus är en fiskart som först beskrevs av Day, 1870.  Raiamas guttatus ingår i släktet Raiamas och familjen karpfiskar. IUCN kategoriserar arten globalt som livskraftig. Inga underarter finns listade i Catalogue of Life.